# Башенин, Валерий Викторович
Валерий Викторович Башенин (род. 17 декабря 1943 года, Воткинск, Удмуртская АССР, РСФСР, СССР) — советский и российский художник, член-корреспондент Российской академии художеств (2012).

## Биография
Родился 17 декабря 1943 года в Воткинске Удмуртской автономной области, живёт и работает в Москве.
В 1964 году — окончил Саратовское художественное училище, в 1974 году — окончил Московскую художественно-промышленную академию имени С. Г. Строганова, специальность — художник-монументалист.
С 2001 по 2006 годы — председатель правления секции художников монументально-декоративного искусства Московского Союза художников.
В 2012 году — избран членом-корреспондентом Российской академии художеств от Отделения живописи.

## Творческая деятельность
Среди известных произведений необходимо отметить: «Вращение» (2000), «Движение» (2000), «Иона» (2000), «Поклажа» (2000), «Зверек» (2001), «Аэроплан» (2011), «Красная луна» (2011), «Зодиак» (2012), «Комета» (2013), «Кристалл» (2013), «Мерцающий» (2014), «Поток» (2014), «Белый день» (2015), «Маяки» (2015), «Кокон» (2016), «Два круга и ромб» (2017), «Лотос» (2017), «Гольфстрим» (2018) и многие другие.
Произведения представлены в Московском музее современного искусства, коллекции современного искусства галереи «MAR`S», Кемеровской Картинной галерее, а также в частных собраниях в России и за рубежом.
Участник аукциона Sotheby’s в Москве.

## Награды
- Заслуженный художник Российской Федерации (2003)[1]
- Медаль «В память 850-летия Москвы» (1997)